# Francisco Calvillo (Actor)
Manuel Francisco Cruz Calvillo (n. 11 de julio de 1980 en Guatemala) es un actor, cantante, reportero, fotógrafo, escritor y presentador de televisión guatemalteco. Es considerado uno de los artistas guatemaltecos más prolíficos, junto a Ricardo Arjona, Oscar Isaac, Jayro Bustamante, Gaby Moreno, María Mercedes Coroy y Deborah David.

## Inicios
Nació el 11 de julio de 1980 en Ciudad de Guatemala.
Comenzó su carrera artística recién graduado en Técnico en Artes Escénicas, en el Instituto Angélica Rosa, en Guatemala. Inició su carrera en Televicentro cómo conductor y reportero en "Aló qué tal América" Y "Avances".
Incursiona en el arte de manera profesional a los 17 años de la mano de la maestra Angélica Rosa, con quién estudia y obtiene el grado “Técnico Asociado en Humanidades con Especialización en Música” que le capacita para ejercer en la rama músico teatral.  “El empresario de Mozart” (primera obra de teatro); sus inicios en la actuación. Experimentó en el arte dramático y compartió al lado de grandes actrices cómo Consuelo Miranda. En televisión guatemalteca participó en el programa Aló qué tal América, y representó a Guatemala en el Festival OTI de 1997 que se llevó a cabo en Lima, Perú.
Luego de cursar la licenciatura en Administración de Empresas en la Universidad Francisco Marroquín, estudió en Producción de reportajes y documentales en el Instituto RTVE de Madrid, España. Viaja a México y estudió actuación en el Centro de Educación Artística (CEA) de Televisa.
Una vez dentro del CEA participó en el programa Picardía Mexicana, en el que cantaba, bailaba y actuaba;  Iniciando así su carrera internacional. Se graduó de la licenciatura de Administración de Empresas en la Universidad Francisco Marroquín. Realiza otros estudios en : Escuela Nacional de Arte Dramático, Carrera de actuación en Performing Arts Studio, Cursos varios en Casa del Teatro ( José Caballero, Raúl Quintanilla, entre otros), Especialización en Administración de Medios de Comunicación en la Universidad de la Comunicación y se gradúa anteriormente de Técnico Asociado en Humanidades con Especialización en Música, que le permite ejercer en la rama músico teatral. Estudia fotografía profesional en la Escuela Nacional  de Fotografía ( Hoy Foto Escuela Sony). Ha participado en programas, telenovelas y series de manera internacional. 

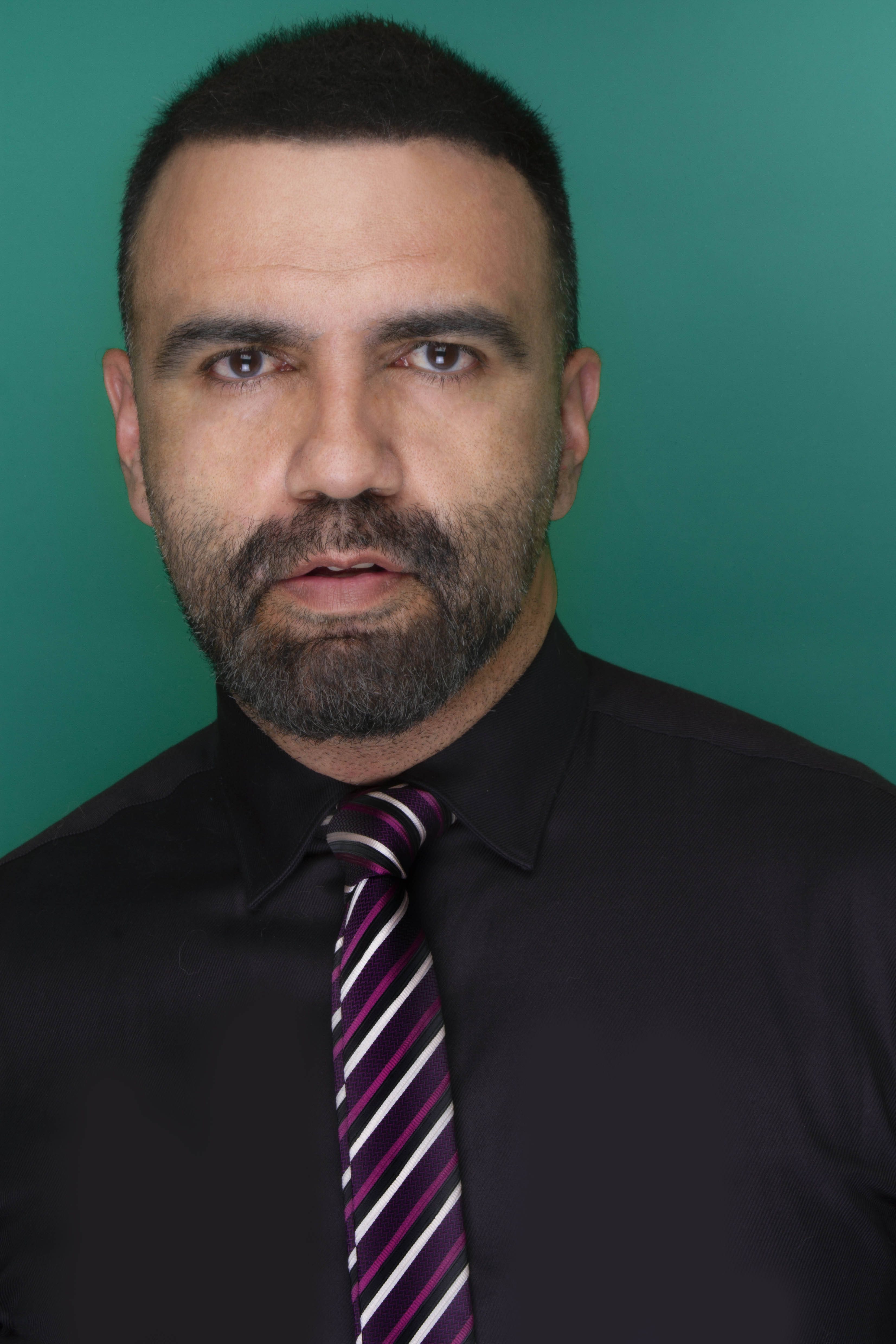
Francisco Calvillo en 2020

Entre sus trabajos más destacados se encuentran: Narcos: México, Monarca, Cita a ciegas, Sr. Ávila, La piloto, Enemigo íntimo, El Señor de los Cielos, Por amar sin ley, La Guzmán, La jefa del campeón, Like, Sin miedo a la verdad, La doble vida de Estela Carrillo, Paquita la del Barrio: La serie, La querida del Centauro, Corazón que miente, Un camino hacia el destino, Yago, Pasión y poder, Señora Acero, Los Miserables, La malquerida, Qué pobres tan ricos, La Patrona, Qué bonito amor, Capadocia, Rosa diamante, Hasta el fin del mundo, Teresa, Corazón indomable, La rosa de Guadalupe, Rubí, El Shaka, Inesperada atracción y la película Manual de principiantes para ser presidente, entre muchos más.
Destacando la participación en la serie Jenni: La vida de una Diva, cómo Pedro Rivera Jr, y su participación estelar en el vídeo musical "You Save Me" de Kenny Chesney
Cómo reportero ha trabajado cómo Corresponsal de espectáculos y turismo en “Viajando y Descubriendo”, “Pueblos y Gente” para Noticiero Avances y "Rumores" para espectáculos internacionales de Guatevisión.

## Trayectoria
- Clase 406 (2002)
- Las vías del amor (2002)
- De pocas, pocas pulgas (2003)
- Bajo la misma piel (2003)
- Rubí (2004) cómo Médico y amigo de Héctor Ferrer.
- Hospital El paisa (2004)
- Mujer de madera (2004) cómo Peluquini fotógrafo.
- RBD Rebelde (2004) cómo Licenciado Navarro.
- Apuesta por un amor (2004)
- Sueños y caramelos (2005)
- La esposa virgen (2005)
- Vecinos (2005) cómo Jimmy.
- Mujer, casos de la vida real (2002-2005) en diversos papeles.
- Objetos perdidos (2007) cómo Soldado Nazi/Invitado.
- Palabra de mujer (2007) cómo Terapeuta.
- Mañana es para siempre (2009)
- Video musical You Save Me por Kenny Chesney (2009)
- El Shaka (2010) cómo Sicario.
- Teresa (2010) cómo El Tuercas.
- Inesperada atracción (2011) cómo Fran.
- Amorcito corazón (2011) cómo Guardia de seguridad.
- Infames (2012) cómo Ildefondo Cisneros.
- Una familia con suerte (2012)
- Rosa diamante (2012) cómo Jorge Pacheco.
- Capadocia (2012) cómo Juan.
- Qué bonito amor (2013)
- Corazón indomable (2013) cómo Arqueólogo.
- La Patrona (2013) cómo Abogado Braulio Cifuentes.
- Por siempre mi amor (2013) .
- La vida de una diva (2013)[7] cómo Pedro Rivera Jr.
- Como dice el dicho (2014) cómo Julio.
- Qué pobres tan ricos (2014) cómo Licenciado.
- Hasta el fin del mundo (2014) cómo Jefe de Armando.
- La malquerida (2014) cómo El Jhonny.
- Mi corazón es tuyo (2014-2015) cómo Agente Sánchez.
- Los miserables (2015) cómo Enrique 'Quique' Vidal.
- Amores con trampa (2015) cómo Hombre de negro.
- Antes muerta que Lichita (2015) cómo Socio tropical.
- Señora Acero (2015) cómo Nopalero.
- La rosa de Guadalupe (2009-2020) con Varios personajes.
- Un camino hacia el destino (2016) cómo Isodoro.
- Pasión y poder (2016) cómo El Chulo.
- Yago (2016).
- Corazón que miente (2016) cómo Agente Méndez.
- Manual de principiantes para ser presidente (2016)
- La doble vida de Estela Carrillo (2017)[8] cómo Marcelino Salgado.
- La querida del Centauro (2017) cómo El Dueñas.
- Paquita la del Barrio La Serie (2017) cómo El Oso.
- El señor de los cielos (2017)[9] cómo Rubén Saba.
- Enemigo íntimo (2018) cómo Rafael Mantilla Moreno 'El Patojo'.
- La piloto (2017-2018) cómo Richard Fajardo.
- La jefa del campeón (2018) cómo Julián.
- Sr. Ávila (2018) cómo Emilio 'El Oso'.
- Relatos guadalupanos (2018) cómo El Gallo.
- Like (2018) cómo Alacrán.
- La Guzmán (2019) cómo Braulio.
- Por amar sin ley (2018-2019) cómo Gerente Rebolledo.
- Sin miedo a la verdad (2018-2019) cómo Roger/Javier Vergara.
- Monarca (2019)[10][11] cómo Carlos Abud.
- Cita a ciegas (2019) cómo Teo.
- Noches con Platanito (2019) Invitado.
- Narcos: México (2020)[12] cómo Roberto Mayén.
- Parientes a la fuerza (2021) cómo Malandro.
- Fuego ardiente (2021) cómo Toño.
- El galán (2021).
- Reputación dudosa (2022) como Poligrafista.
- Supertitlán (2022) como Pedro Vallefuente.
- El rey Vicente Fernández[13] (2022) como Francisco.
- El maleficio (2023-2024).

## Conducción
- Rumores
- Viva la mañana
- Pueblos y gente
- Viajando y descubriendo
- Aló qué tal[14]

## Teatro
- El águila de dos cabezas
- Esperando a Godot
- Excelsa, una historia si título
- Godspell
- Amor sin barreras
- Las marionetas son libres
- El soldadito
- El empresario de Mozart[14]